# Gran mesquita de Djenné
La gran mesquita de Djenné (francès: grande mosquée de Djenné; àrab: الجامع الكبير في جينيه, al-jāmiʿ al-kabīr fī Jīnnīh) és un gran edifici de fang o tova, considerat un dels majors èxits de l'arquitectura sudanesa-saheliana, i un dels centres d'aprenentatge islàmics més importants d'Àfrica durant l'Edat mitjana, amb milers d'estudiants que es traslladaven per estudiar l'Alcorà a les madrasses de Djenné. La mesquita es troba al centre de la petita ciutat de Djenné, a Mali, a la plana d'inundació del riu Bani, en el delta interior del riu Níger. La primera mesquita aixecada a l'indret va ser construïda al voltant del segle xiii però l'estructura actual, amb una superfície de 75 × 75 m, és a dir, 5.625m², data de 1907. A més de ser el centre de la comunitat de Djenné, és un dels monuments més coneguts de l'Àfrica. Dins el conjunt de les «Ciutats antigues de Djenné», fou designada com a Patrimoni de la Humanitat per la UNESCO l'any 1988.

## Història

### La primera mesquita

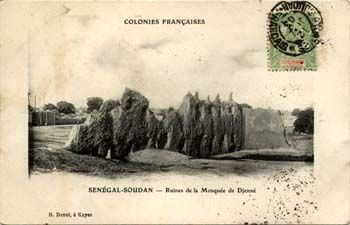
Les ruïnes de la mesquita original en una postal francesa, vers el 1900

La data real de construcció de la primera mesquita de Djenné és desconeguda, encara que es suggereix com a molt d'hora l'any 1200 i com a data tardana el 1330. El document més antic que la menciona és la crònica àrab Tarikh al-Sudan escrita per Abd al-Sadi, que la descriu tal com existia a mitjans del segle xvii, malgrat la font ve probablement de la tradició oral. El Tarij narra que un sultà Kunburu va fer-se musulmà i el seu palau enderrocat va esdevenir en una mesquita. Es va construir un altre palau prop de la mesquita al costat est. El seu successor va construir les torres de la mesquita, mentre que el següent sultà va construir el mur circumdant.
No hi ha cap altra informació per escrit sobre la gran mesquita fins que l'explorador francès René Caillié va visitar Djenné l'any 1828, i va escriure: «A Jenné hi ha una mesquita construïda de terra, coronada per dues torres massisses però no altes; està construïda rudement encara que és molt gran. Es troba abandonada a milers d'orenetes, que construeixen en ella els seus nius. Això comporta una olor molt desagradable que, per tal d'evitar-la, s'ha fet normal el costum de resar en un petit pati exterior».

### Mesquita d'Ahmadu Lobbo

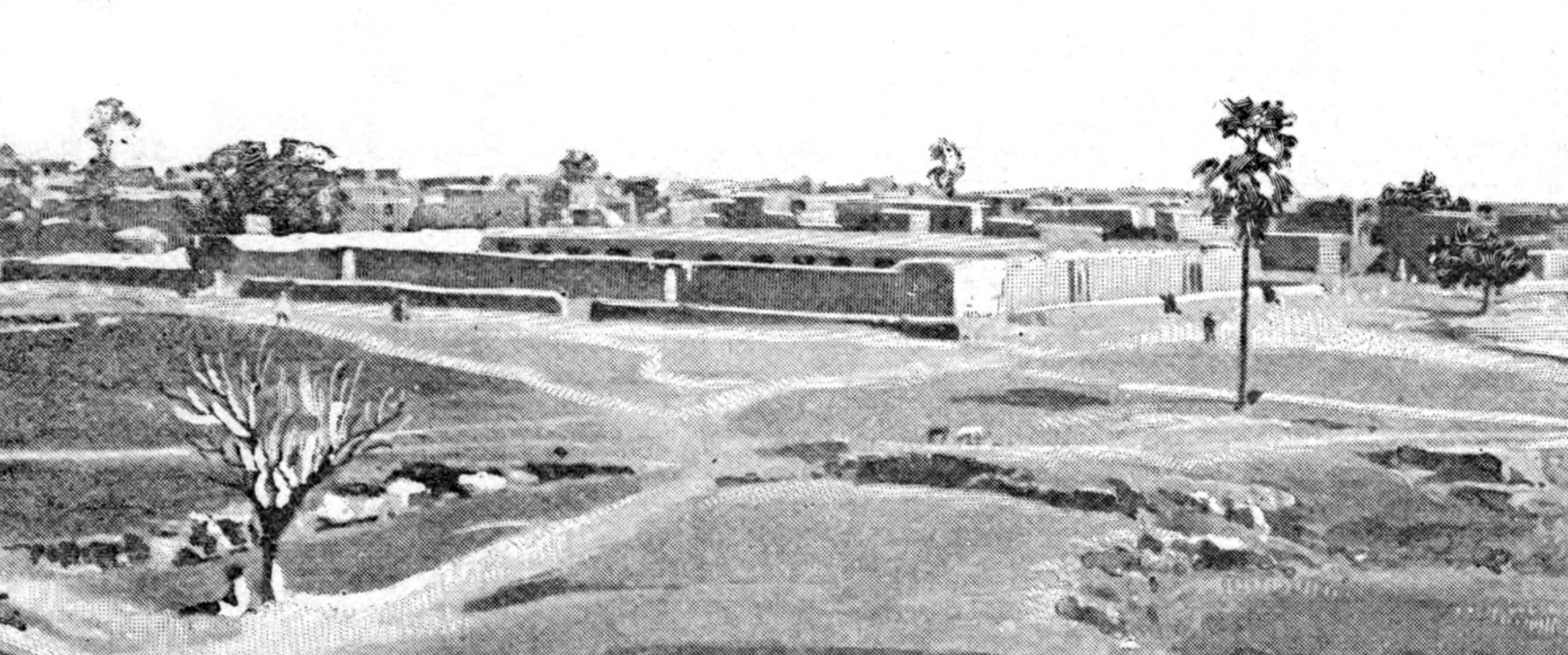
Vista de la mesquita des del sud-oest, tal com es veia el 1895 (a Félix Dubois, Tombouctou la Mystérieuse)

Deu anys abans de la visita de René Caillié, el cap religiós fulbe Ahmadu Lobbo havia iniciat el seu gihad i conquerit la ciutat. Sembla que va desaprovar la mesquita i va deixar que es deteriorés. També va tancar totes les petites mesquites de barri. Entre 1834 i 1836, va construir una nova mesquita a l'est de la que ja hi havia, en el lloc de l'antic palau. La nova mesquita era un edifici gran, mancat de qualsevol mena d'ornamentació o de torres.
Les forces franceses dirigides per Louis Archinard van conquerir Djenné a l'abril de 1893. Poc després, el periodista francès Félix Dubois va visitar la ciutat i va descriure les ruïnes de la mesquita original. Al seu llibre Tombouctou la Mystérieuse (1897), va dibuixar la planta i una vista de com s'imaginava la mesquita abans de ser abandonada. Al moment de la seva visita l'interior de la mesquita en ruïnes s'utilitzava com a cementiri.

### Segles XX i XXI

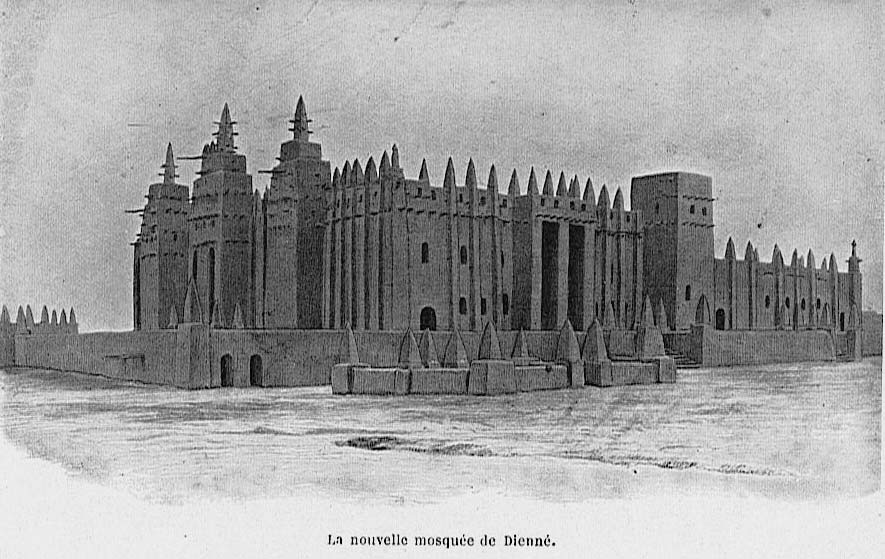
Vista de la gran mesquita, des del nord-est, el 1910. De Félix Dubois' Notre beau Niger

El 1906 l'administració francesa establerta a la ciutat va disposar que la mesquita original fos reconstruïda i al mateix temps s'establís una escola en l'edifici de la mesquita d'Ahmadu Lobbo. Les autoritats franceses colonials també van ajudar administrativament i econòmicament a la construcció d'una madrassa a prop. Les reconstruccions es van acabar el 1907, sota la direcció d'Ismaila Traoré, cap del gremi dels paletes de Djenné. Gràcies a les fotografies preses en el moment, s'observa que com a mínim algunes de les noves parets exteriors varen seguir la disposició de les de la mesquita original, però no és clar si les columnes que sostenen el sostre mantingueren la seva posició original. El que és gairebé segur, a la nova mesquita reconstruïda, és la disposició simètrica de les tres grans torres en l'alquibla del mur. Existeix debat entre estudiosos sobre fins a quin punt el disseny de la mesquita reconstruïda va rebre influencia de l'estil francès.
Dubois va tornar a visitar Djenné el 1910 i el nou edifici el va sorprendre. Com va escriure, creia que l'administració colonial francesa va ser la responsable del nou disseny i va descriure que semblava un encreuament entre un eriçó i un òrgan d'església. També creia que les torres en forma de cons feien que l'edifici s'assemblés a un temple barroc dedicat al déu dels supositoris. Per contra, Jean-Louis Bourgeois va argumentar que els francesos havien exercit poca influència excepte, potser, en els arcs interns, i que el disseny era «bàsicament africà».

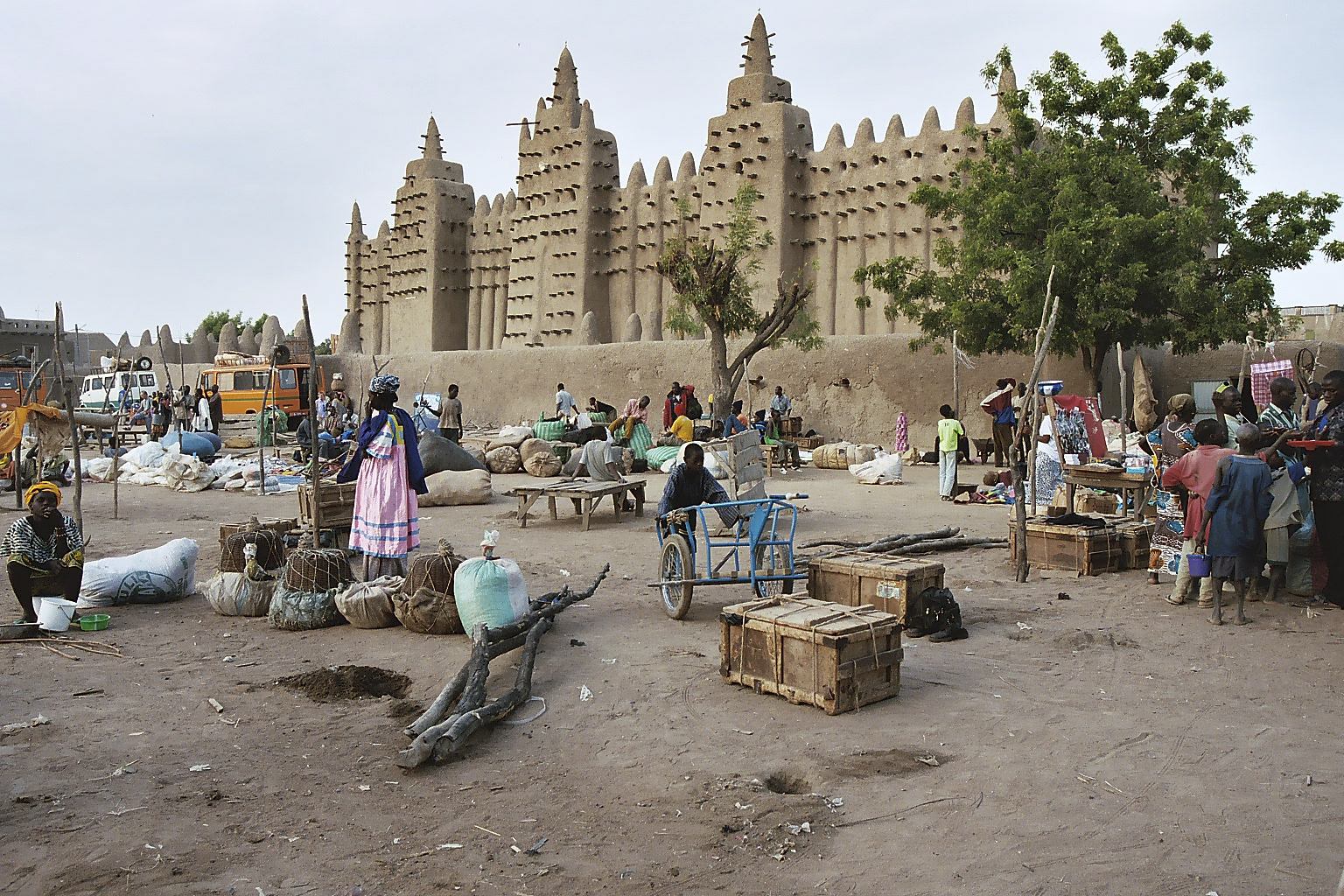
La mesquita fotografiada el 2003, al costat del mercat de la ciutat

El pati que hi ha al davant de la paret oriental conté dues tombes. La tomba més gran, al sud, té les restes d'Almany Ismaila, un important imam del segle xviii. A principis de l'època colonial francesa, l'estany situat al costat oriental de la mesquita va ser omplert amb terra per tal de crear una zona oberta, que s'utilitza per al mercat setmanal.
A moltes mesquites de Mali s'hi ha afegit cablejat elèctric i de fontaneria interior. En alguns casos, s'han enrajolat més les superfícies originals, fent desaparèixer la seva aparença històrica i, en d'altres, s'ha compromès la integritat estructural de l'edifici. La gran mesquita ha estat equipada amb un sistema d'altaveus i de ventiladors, però els ciutadans de Djenné s'han resistit a més modernització en favor de la integritat històrica de l'edifici. Molts conservacionistes històrics han elogiat els esforços de conservació de la comunitat, i l'interès en aquest aspecte va créixer en la dècada de 1990. El 1996 la revista Vogue va fer una sessió de fotos de moda a la gran mesquita. Les imatges de dones lleugeres de roba, al sostre i la sala d'oració, van ser considerades una violació de l'acord que la revista havia fet amb els líders locals i van provocar la indignació de l'opinió local. Com a resultat, es va prohibir l'accés a la mesquita al no musulmans.

## Arquitectura

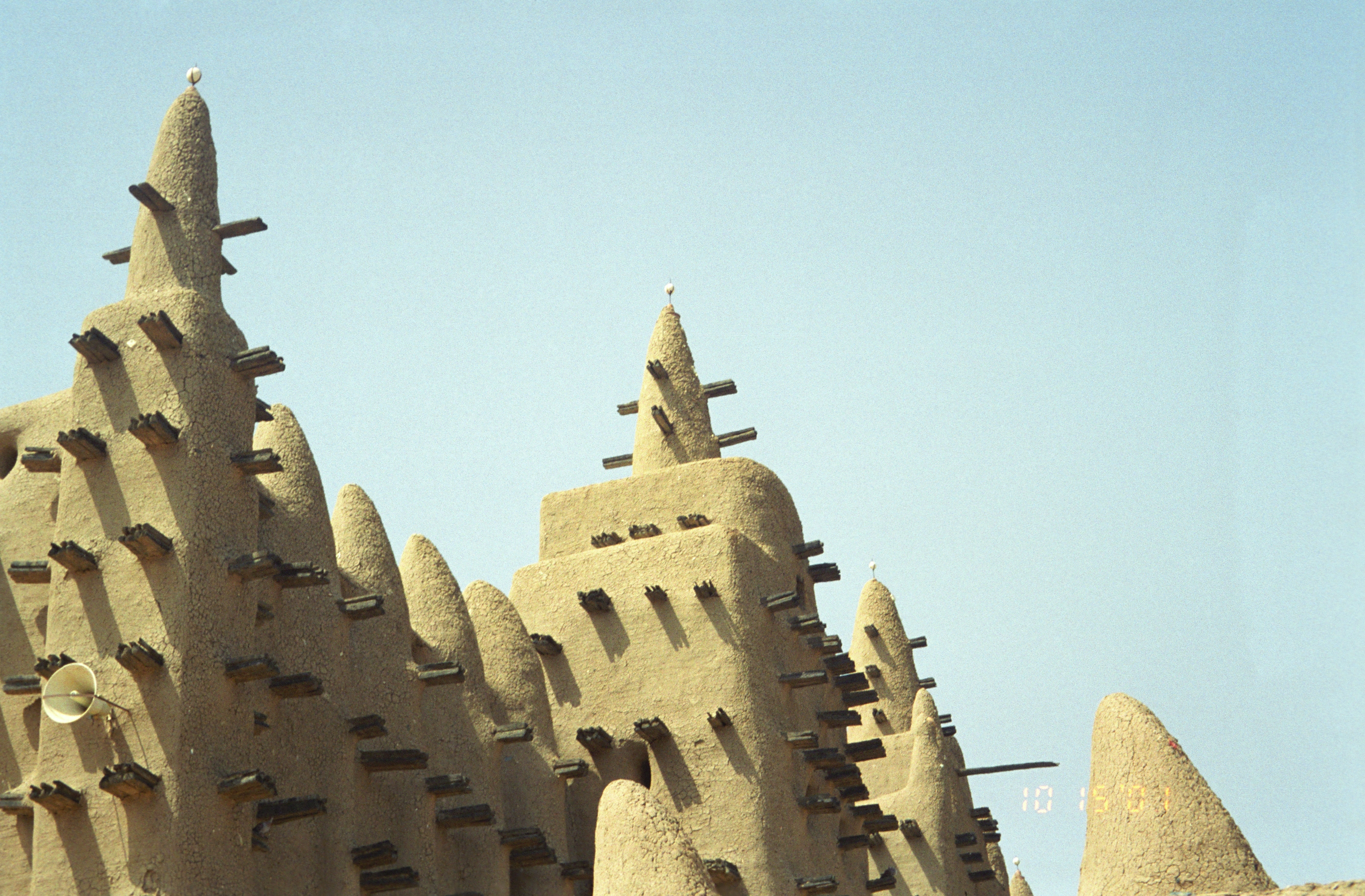
Els feixos de pals de palma incrustats a les parets de la gran mesquita són bàsicament decoratius però serveixen alhora com a bastida per a les reparacions anuals

Les parets de la mesquita estan fetes de maons de terra cuits al sol, anomenats ferey, i sorra i morter de terra, i estan recoberts amb un guix que dona a l'edifici el seu aspecte suau, esculpit. Els murs de l'edifici estan decorats amb feixos de pals de palma rodier (Borassus aethiopum) anomenats toron, que sobresurten uns 60 cm de la superfície. Els toron també serveixen com a bastida per a les reparacions anuals.
A la coberta hi ha uns gerros ceràmics amb perforacions, disposats regularment i en gran nombre, que són les finalitzacions del sistema de ventilació de la gran sala. També hi discorren canalons de ceràmica que recullen directament l'aigua de pluja, allunyant-la de les parets i recollint-la en aljubs.
La mesquita és construïda sobre una plataforma 3 metres per damunt del nivell de terra i que mesura uns 75 m x 75 m. Evita danys a la mesquita per l'aigua, quan hi ha inundacions del riu Bani. S'hi accedeix per escales de sis trams, cada una decorada amb pinacles. L'entrada principal és al costat nord de l'edifici. Els murs exteriors no són ortogonals entre si, sinó que formen una planta trapezoïdal.
El mur de l'alquibla de la gran mesquita mira a l'est, cap a la Meca, amb vistes al mercat de la ciutat. L'alquibla té tres grans torres, en forma de caixa, o minarets que sobresurten de la paret; la torre central té una alçada de prop de 16 metres. Les agulles o pinacles en forma de con de la part superior de cada minaret estan cobertes amb figures d'ous d'estruç. La paret de l'est té al voltant d'un metre de gruix i a l'exterior està reforçada per divuit pilastres a manera de contraforts, coronats per un pinacle cadascun. Les cantonades són fetes també amb contraforts, de forma rectangular, decorats amb toron i rematats per pinacles.

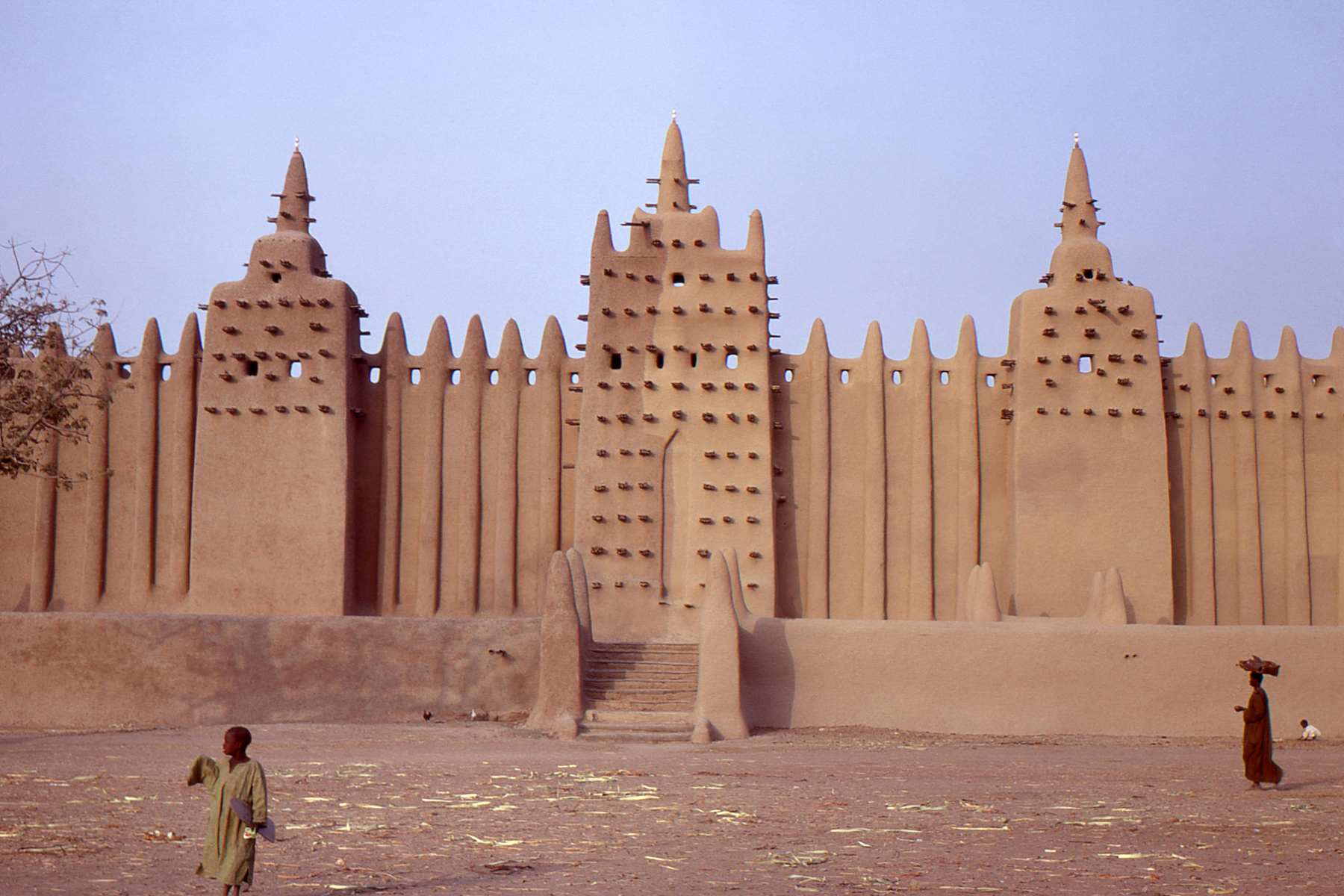
Vista exterior del mur de l'alquibla amb les tres torres (1972)

La sala d'oració interior, que mesura uns 26 per 50 metres, ocupa la meitat oriental de la mesquita per darrere del mur de l'alquibla. La coberta, de fang i pals de palmera, es recolza en nou parets interiors que van de nord a sud, travessades per arcs de mig punt que gairebé arriben fins al sostre. Aquest disseny crea un bosc de noranta grans pilars rectangulars que ocupen el gran espai de la sala i redueixen severament el camp de visió. Les petites finestres, amb una situació molt irregular a les parets nord i sud, deixen que entri poca llum natural. El paviment és de terra sorrenca.
Cada una de les tres torres del mur de l'alquibla, a la part interior que dona a la sala d'oració, té un nínxol o mihrab. L'imam resa a la torre central, la més gran, on hi ha una estreta obertura al sostre que connecta amb una petita habitació situada per sobre del nivell del sostre de la torre. En èpoques anteriors, des d'ella un pregoner repetia les paraules de l'imam a la gent de la ciutat. A la dreta del mihrab de la torre central hi ha un púlpit o mínbar, d'on l'imam fa els sermons dels divendres.

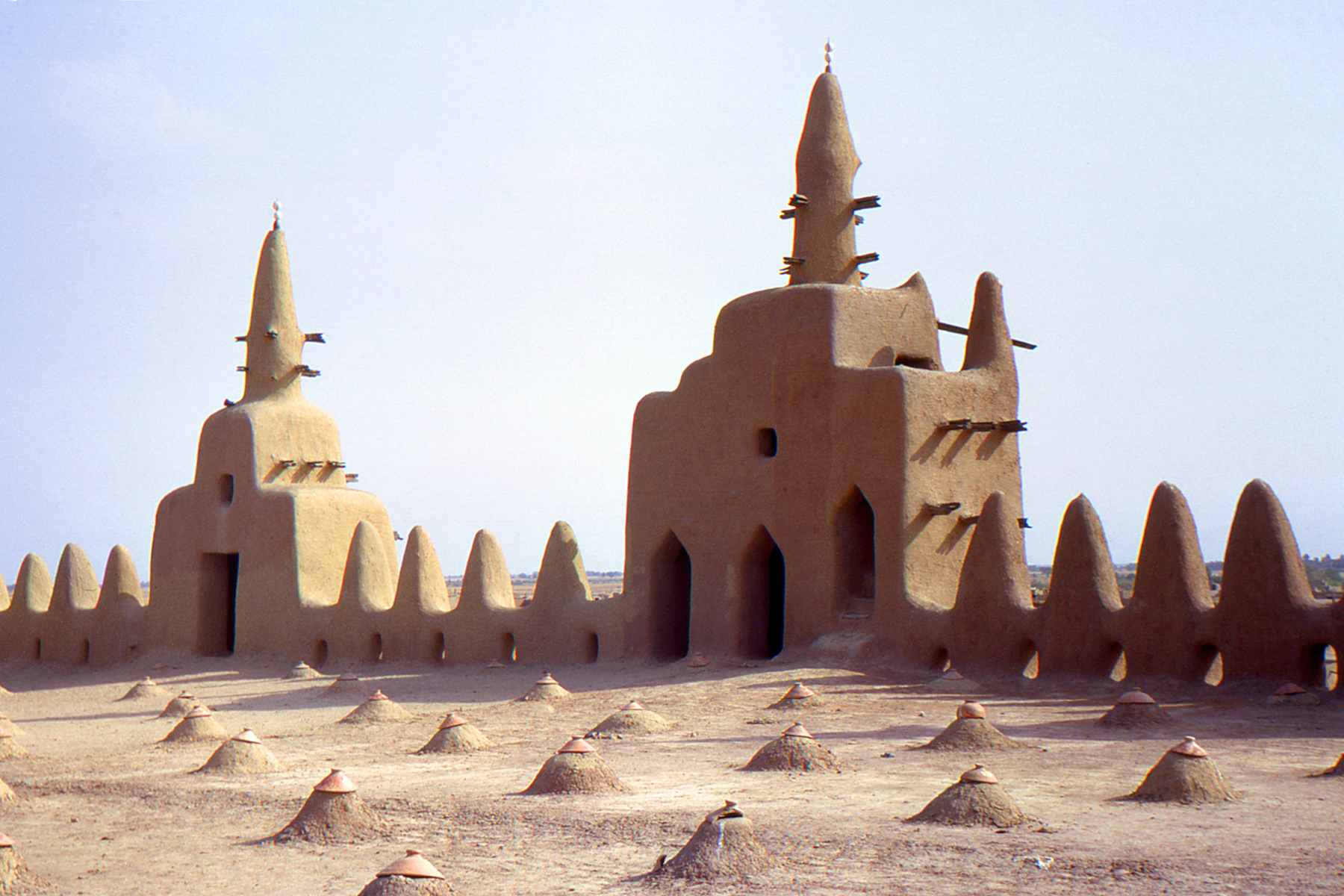
Coberta de la gran mesquita i sistema de ventilació cobert amb gerros de ceràmica cuita al forn

Les torres del mur de l'alquibla no tenen escales per pujar a la coberta. S'hi accedeix per dues altres torres, una a la cantonada sud-oest de la sala d'oració, i una altra situada prop de l'entrada principal, a la banda nord, a la que s'hi accedeix només des de l'exterior de la mesquita. A la coberta hi ha reixes de ventilació cobertes amb gerros de ceràmica perforats que permeten que l'aire calent surti fora de l'edifici i es ventili l'interior.
El pati interior, situat a l'oest de la sala d'oració, i que mesura 20 m × 46 m, està envoltat per galeries en tres dels seus costats. Els murs de les galeries que donen al pati són perforats per obertures arquejades i la galeria occidental és reservada exclusivament a les dones.
A la mesquita es fa un manteniment regular i a la façana de l'any 1907 només s'hi han fet petits canvis en el disseny. En lloc d'un únic nínxol central, la torre mirhab originalment tenia un parell de grans buits fent-se ressò de la forma dels arcs d'entrada. També tenia molts menys toron i cap en els contraforts de les cantonades. A principis dels anys 1990 es van afegir dues fileres addicionals de toron als murs.

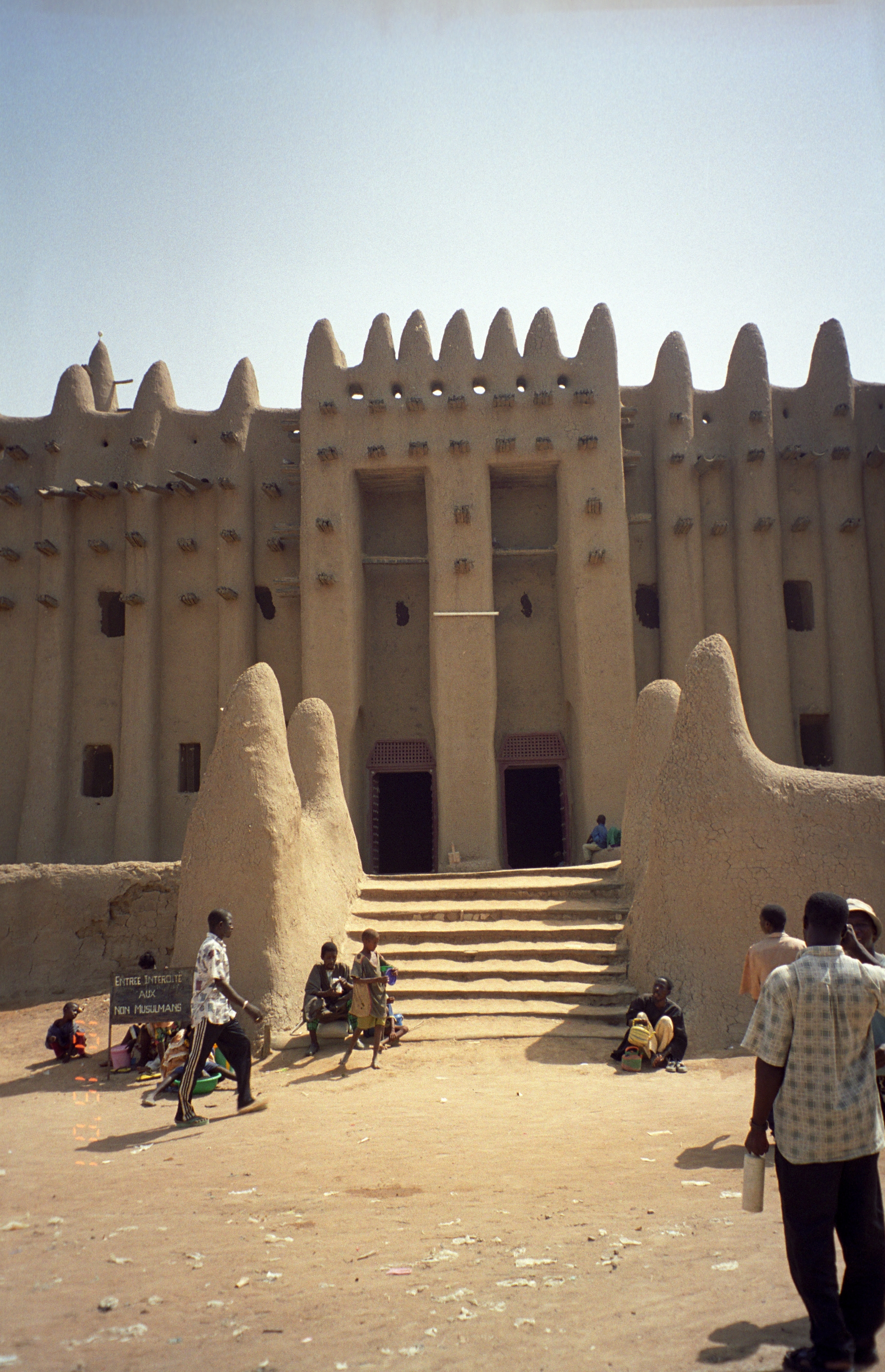
Entrada principal al mur nord

## Cultura
Tota la comunitat de Djenné té un paper actiu en el manteniment de la mesquita. Anualment se celebra un festival religiós amb l'objectiu de reparar els danys soferts per la mesquita, sobretot l'erosió per les pluges i les esquerdes causades pels canvis de temperatura i humitat. Els dies previs al festival, es prepara el fang que ha de ser batut periòdicament, una tasca que normalment fan els joves a mode de joc. Els homes són qui pugen a les bastides i escales per col·locar el fang sobre les façanes; un altre grup d'homes porta el fang dels pous, als obrers a la mesquita, fent una cursa per veure qui serà el primer en lliurar-lo. Les dones i les nenes porten l'aigua als pous on s'elabora el fang abans de la festa i als obrers de la mesquita durant les tasques de manteniment. Els membres del gremi de paletes dirigeixen el treball, mentre que els membres de més edat de la comunitat romanen en seients col·locats en un lloc d'honor a la plaça del mercat.

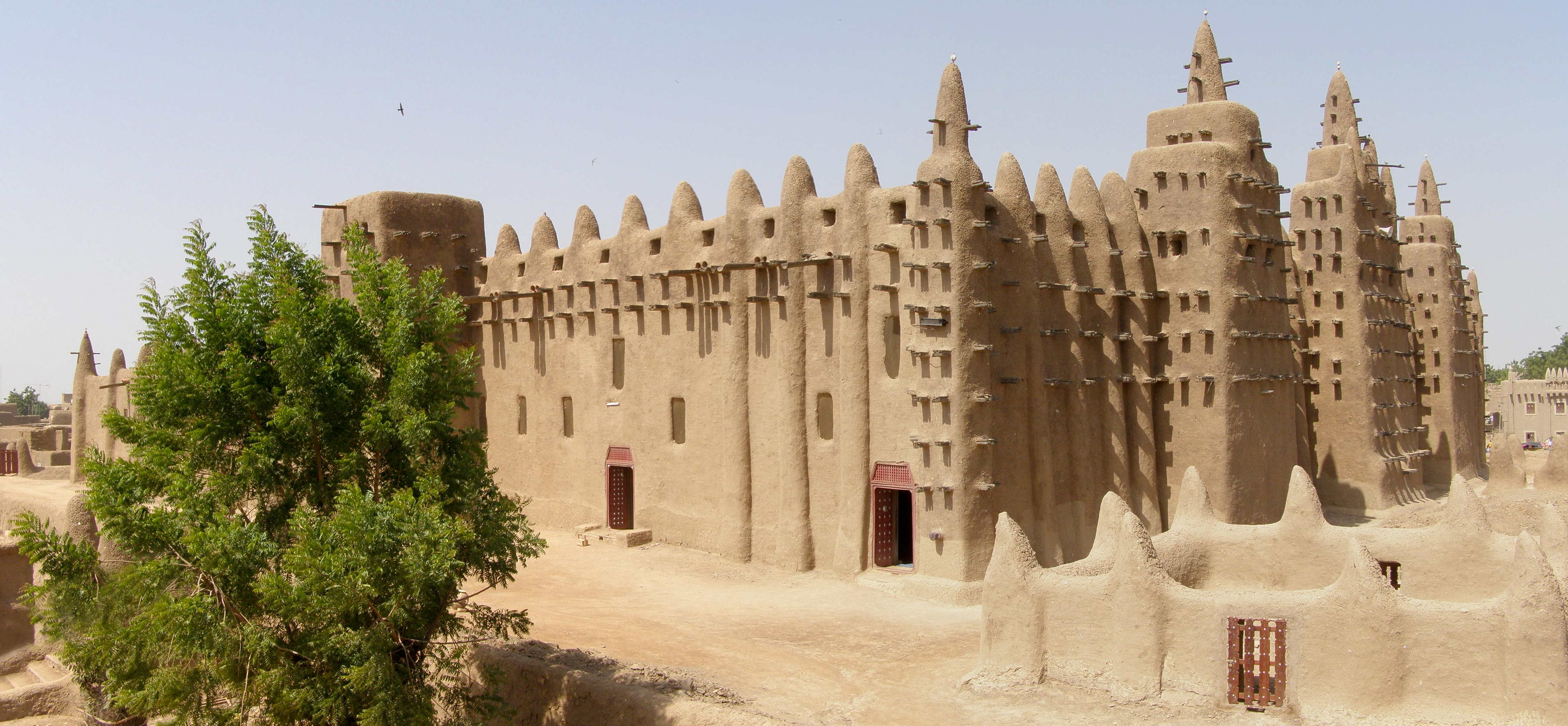
Vista general de l'edifici
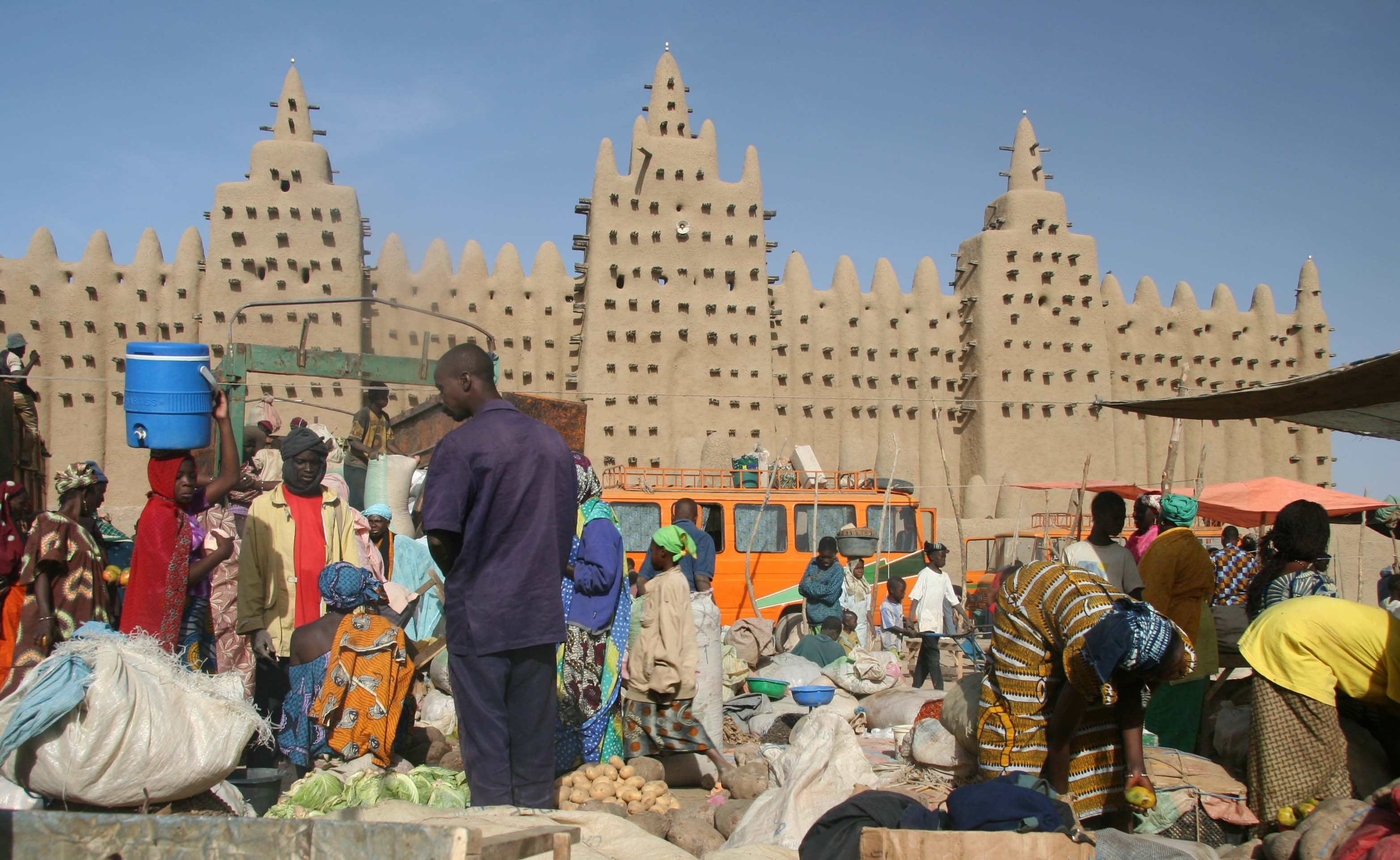
Mercat central de Djenné amb la figura emblemàtica dels tres minarets de la gran mesquita al darrere
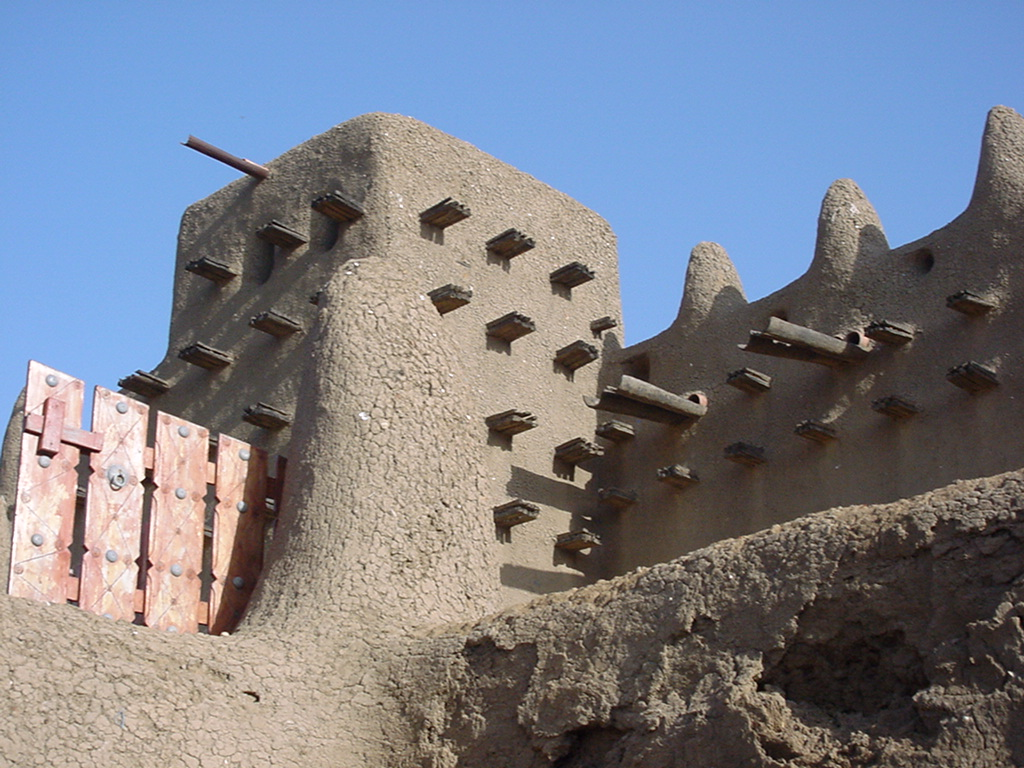
Toron a les façanes
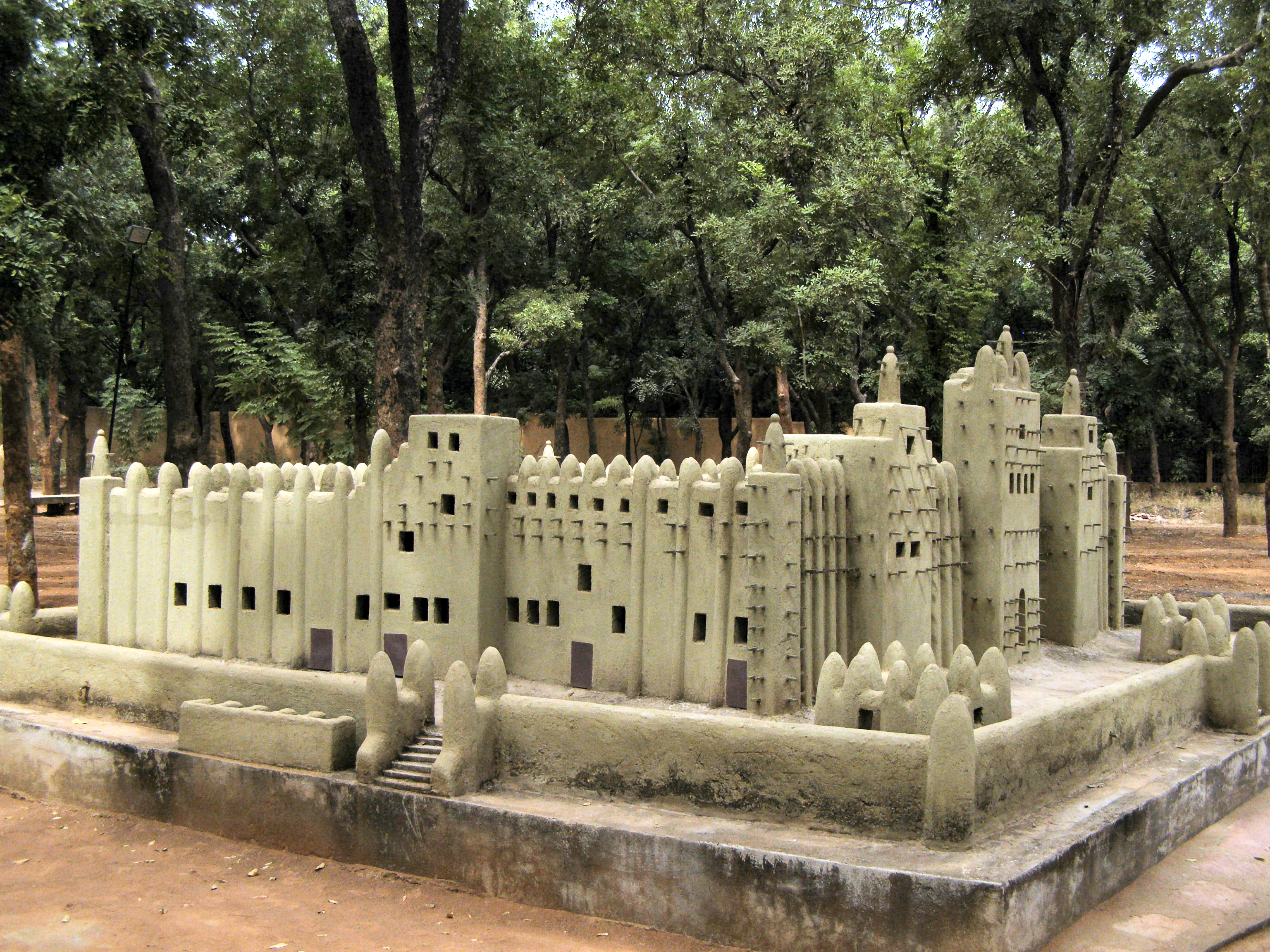
Maqueta de la mesquita al Museu Nacional de Bamako (Mali)